# Altarul de la Isenheim

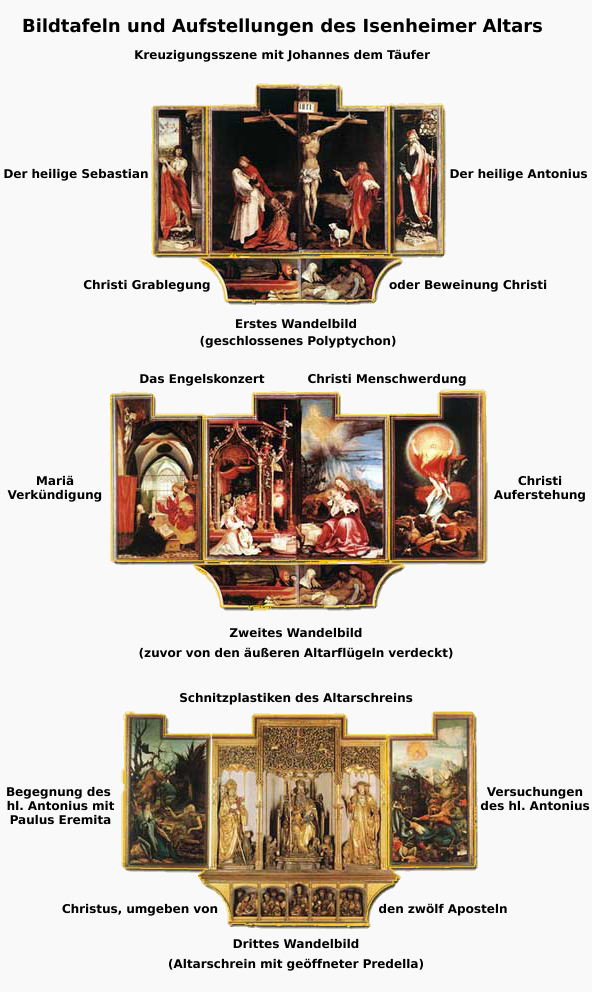
Tablourile altarului de la Isenheim în dispunerea inițială

Altarul de la Isenheim este o capodoperă a pictorului Matthias Grünewald de la începutul secolului al XVI-lea. În prezent cele unsprezece tablouri care alcătuiau altarul poliptic din Isenheim se află în Muzeul Unterlinden din Colmar.

Prezentarea Altarului de la Isenheim în Muzeul Unterlinden
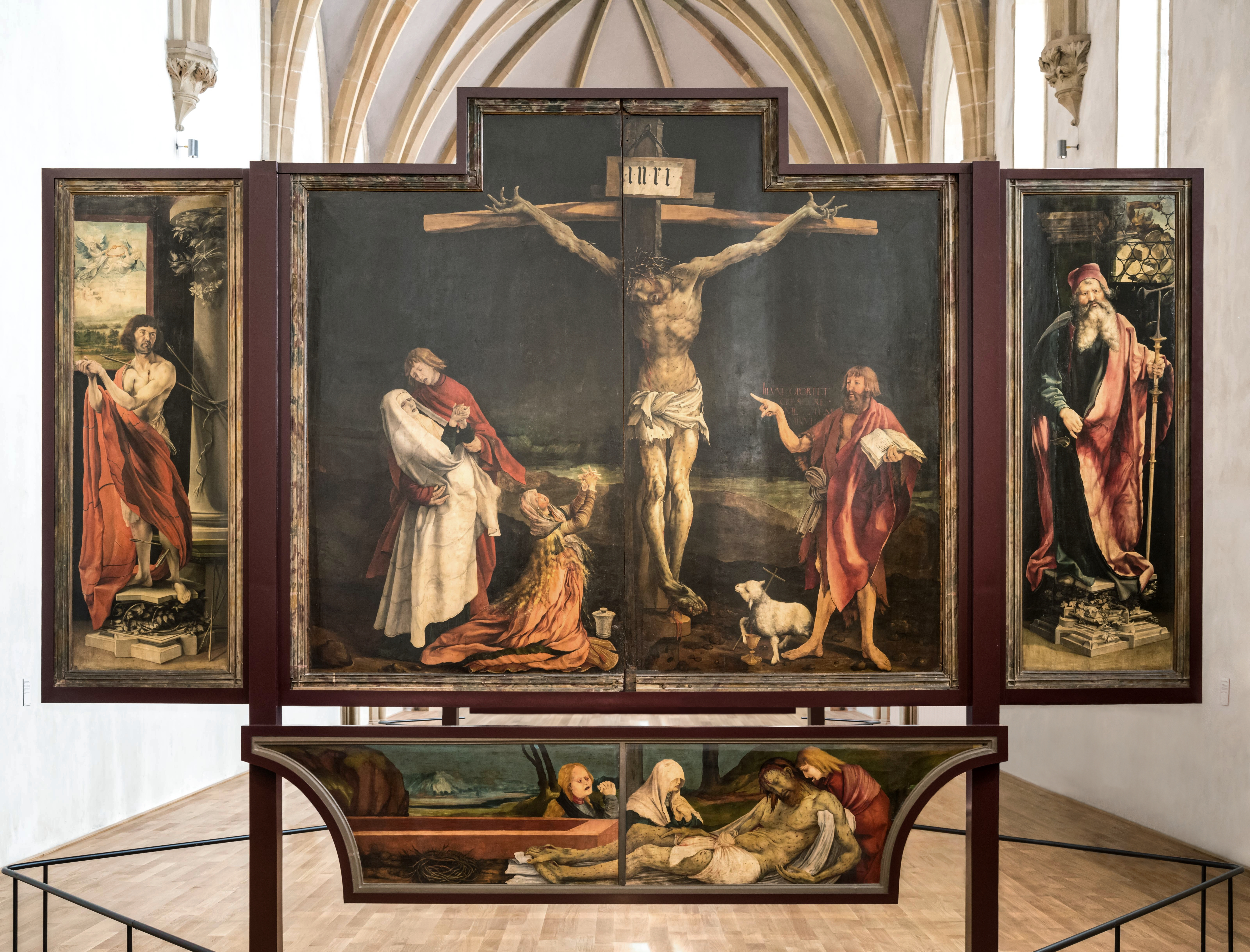
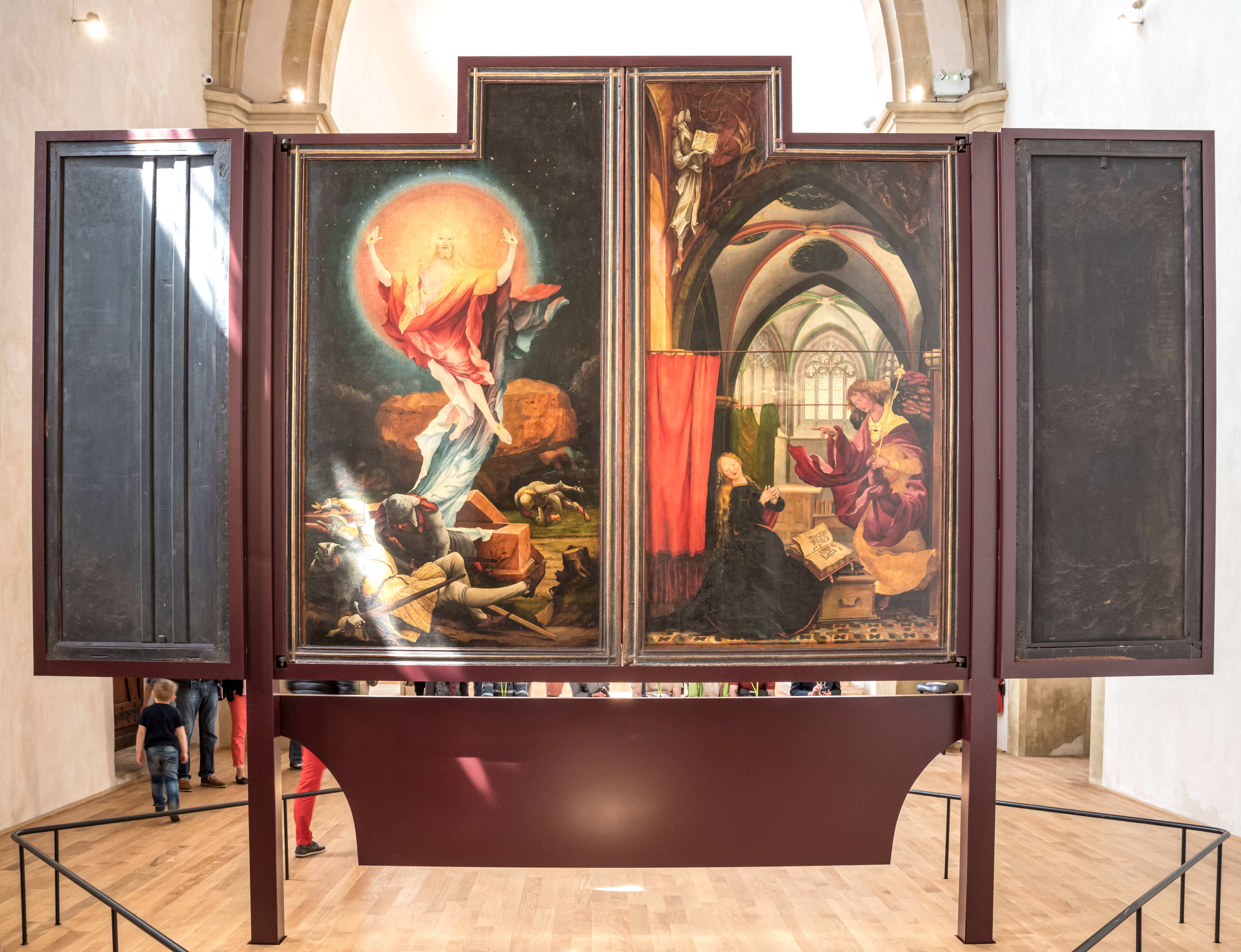
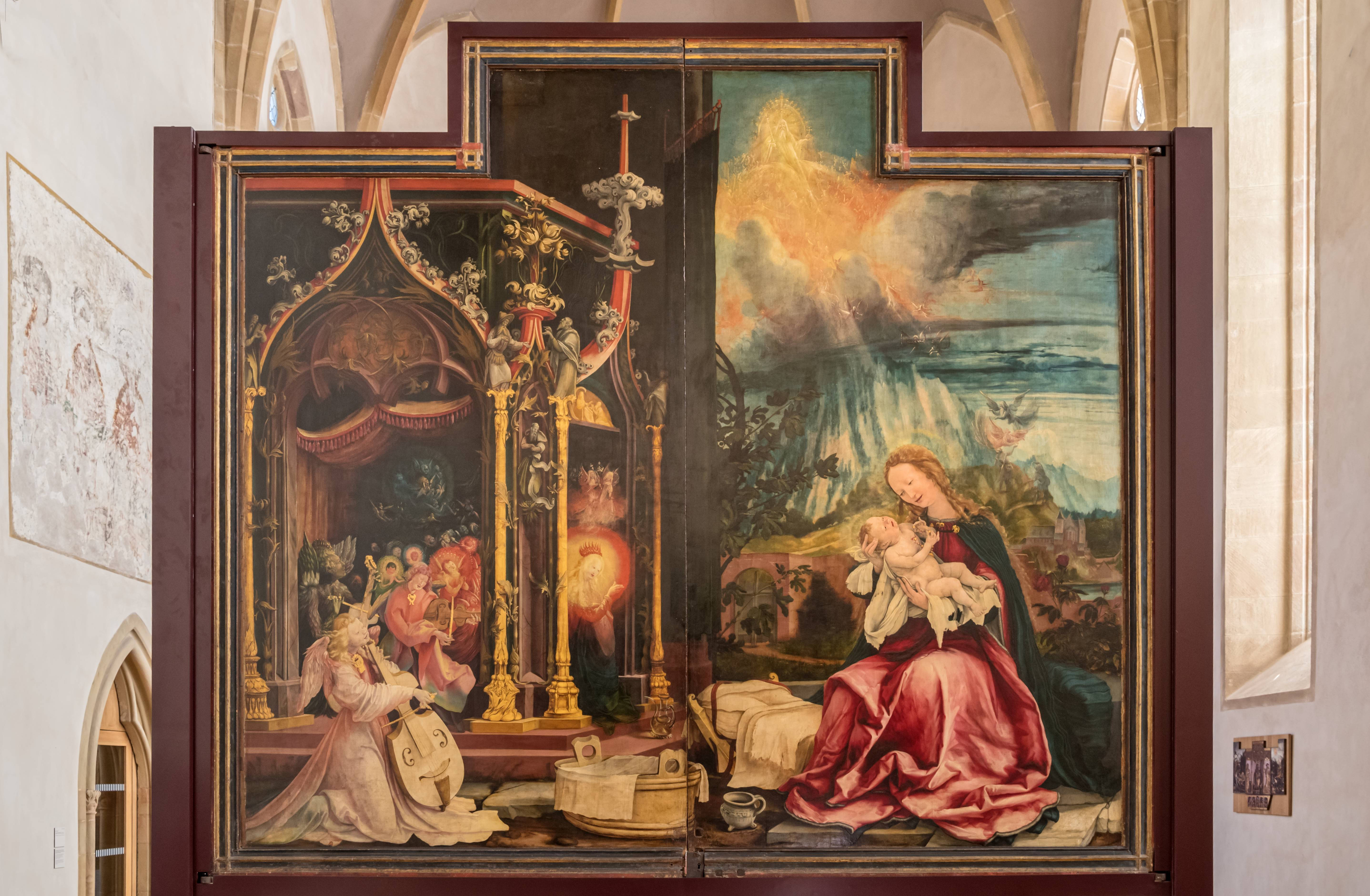
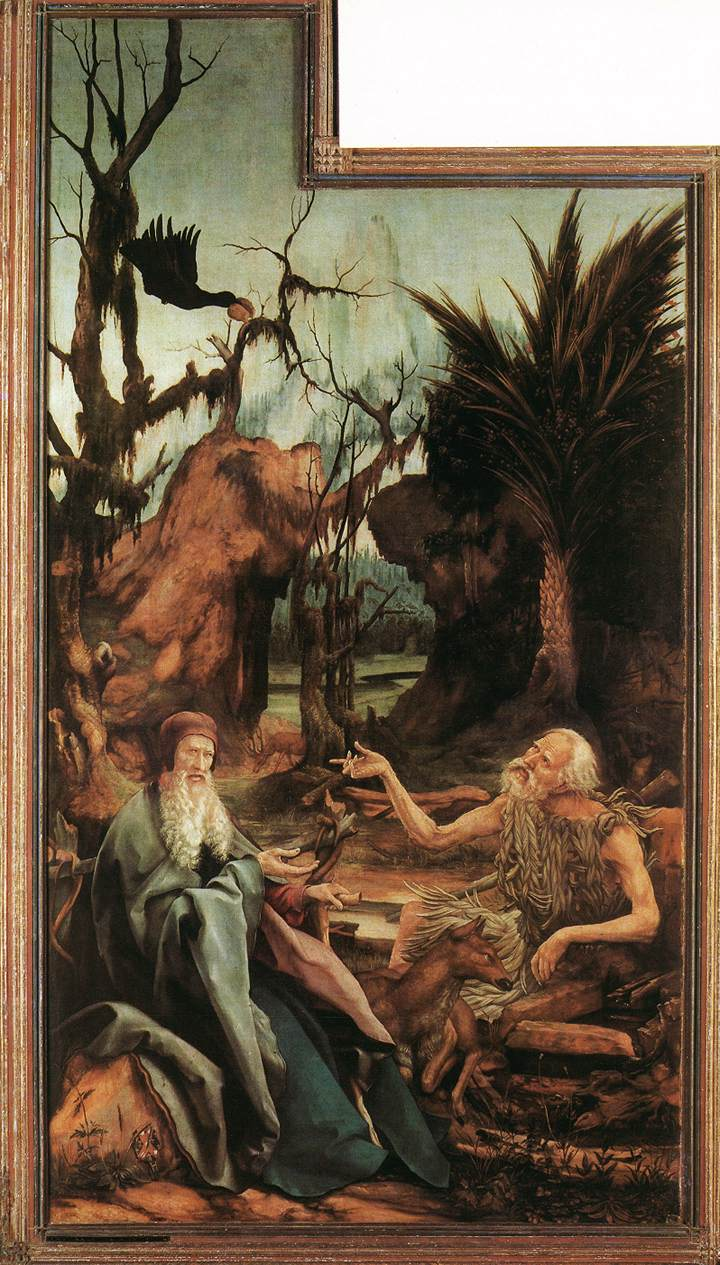
Vizita lui Antonie cel Mare la Pavel Tebeul
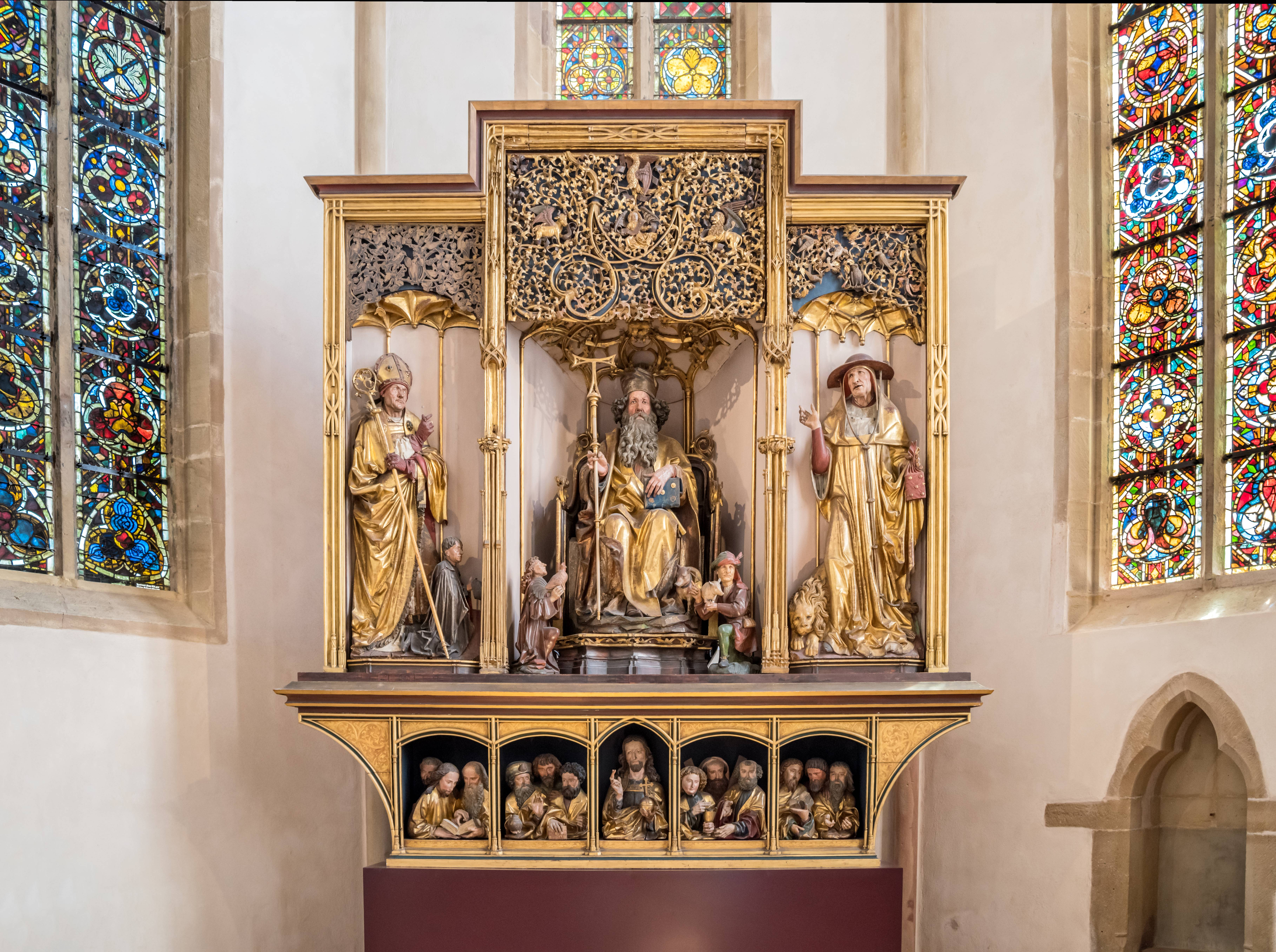
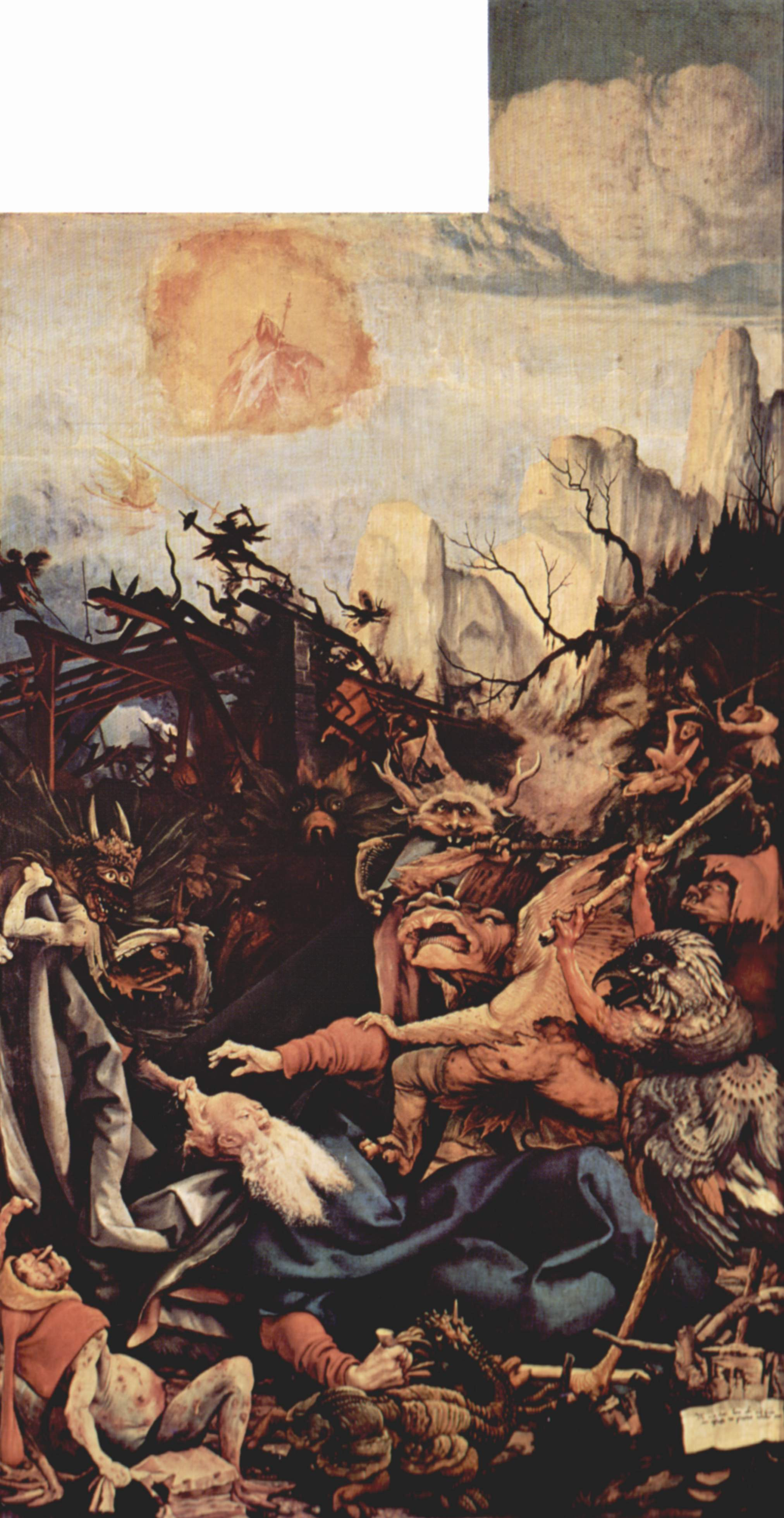
Ispitirea sfântului Antonie cel Mare